# Pleiße
Die Pleiße ist ein 90 Kilometer langer, rechter (östlicher) Nebenfluss der Weißen Elster in Sachsen und Thüringen. Sie entspringt in Lichtentanne-Ebersbrunn im Erzgebirgsbecken und mündet im Leipziger Gewässerknoten. Der Fluss ist durch den Pleiße-Radweg gut erschlossen.

## Name
Der Name erscheint erstmals schriftlich als Gauname pagus Plisina im Jahr 976. Zur Herkunft des Namens gibt es mehrere Theorien. Eine geht davon aus, dass der Name Pleiße altsorbischen Ursprungs ist und „das Sümpfe bildende Wasser“ bedeutet. Andere Deutungen sehen einen Zusammenhang mit den litauischen Verben pìlti, pilù „gießen, schütten“ oder dem germanisch flís „Splitter, Fliese“.
Die Pleiße gab dem im Mittelalter bedeutsamen Pleißenland (Plisni) an ihrem Unterlauf den Namen.

## Verlauf
Die Pleiße hat ihre Quelle südwestlich von Zwickau in Lichtentanne, Ortsteil Ebersbrunn, im Drei-Linden-Brunnen (früher Alboldsbrunnen). Nach den sächsischen Städten Werdau und Crimmitschau folgen die thüringischen Gemeinden Ponitz, Gößnitz, Nobitz und Altenburg. Hinter Windischleuba reguliert die Talsperre Windischleuba den Durchfluss nach Fockendorf und Treben. Auf Haselbach, das noch zur thüringischen Pleißenaue zählt, folgen die sächsischen Gemeinden Regis-Breitingen, Neukieritzsch, Rötha, Böhlen und Markkleeberg, bevor die Pleiße schließlich in Leipzig über das Pleißeflutbett und das Elsterflutbett in die Weiße Elster mündet.

## Nebenflüsse und Wasserbauwerke
| Zuläufe und Bauwerke \| Pleiße \| Pleiße \| Pleiße \| Pleiße \| Pleiße \| \| ------------ \| ------------------------------------------- \| ------ \| --------------------------------- \| ------ \| \| Legende \| \| \| \| \| \| \| Pleißequelle \| \| bei Ebersbrunn \| \| \| \| bei Steinpleis \| \| Neumarker Bach \| \| \| \| bei Leubnitz \| \| Leubnitzer Bach \| \| \| \| bei Werdau \| \| Alter Floßgraben / Flößergraben \| \| \| \| \| \| \| \| \| \| Königswalder Bach \| \| bei Langenhessen \| \| \| \| bei Langenhessen \| \| Koberbach von Talsperre Koberbach \| \| \| \| bei Kleinhessen (Neukirchen/Pleiße) \| \| Krippenbach \| \| \| \| Pegel Neukirchen \| \| \| \| \| \| bei Schweinsburg \| \| Spanierbach \| \| \| \| Lauterbach \| \| bei Neukirchen/Pleiße \| \| \| \| bei Crimmitschau \| \| Döbitzbach \| \| \| \| \| \| \| \| \| \| in Crimmitschau \| \| Thiemebrücke \| \| \| \| in Crimmitschau \| \| Wassertorbrücke[6] \| \| \| \| Paradiesbach \| \| bei Crimmitschau \| \| \| \| bei Crimmitschau \| \| Bundesautobahn 4 \| \| \| \| Waldsachsener Bach \| \| bei Gosel (Crimmitschau) \| \| \| \| bei Gosel (Ponitz) \| \| Gistige \| \| \| \| \| \| Ländergrenze Sachsen / Thüringen \| \| \| \| bei Ponitz \| \| Löpitz \| \| \| \| bei Zschöpel \| \| Schilfgraben \| \| \| \| Meerchen \| \| bei Gößnitz (Thüringen) \| \| \| \| Pegel Gößnitz \| \| \| \| \| \| bei Gößnitz \| \| Moorbach \| \| \| \| \| \| \| \| \| \| \| \| Neidamühle \| \| \| \| Naundorfer Bach \| \| bei Löhmigen \| \| \| \| \| \| \| \| \| \| bei Selleris \| \| Sprotte \| \| \| \| Mühlgraben \| \| Gardschützer Wehr \| \| \| \| Mühle Gardschütz \| \| \| \| \| \| \| \| Bundesstraße 93 \| \| \| \| \| \| \| \| \| \| bei Kotteritz \| \| Mühlgraben \| \| \| \| \| \| Bahnstrecke Leipzig–Hof \| \| \| \| \| \| \| \| \| \| bei Münsa \| \| Bundesstraße 180 \| \| \| \| \| \| Schelchwitz \| \| \| \| \| \| \| \| \| \| Spannerbach \| \| von Nirkendorf \| \| \| \| Katzenbach \| \| bei Windischleuba \| \| \| \| \| \| \| \| \| \| Talsperre Windischleuba \| \| \| \| \| \| Museum und Kleinwasserkraftwerk \| \| bei Fockendorf \| \| \| \| \| \| \| \| \| \| \| \| Mühlgraben \| \| \| \| bei Treben \| \| Gerstenbach \| \| \| \| \| \| \| \| \| \| Rückhaltebecken Regis-Serbitz \| \| Ländergrenze Thüringen / Sachsen \| \| \| \| Pegel Regis-Serbitz \| \| \| \| \| \| \| \| \| \| \| \| in Regis-Breitingen \| \| Kleine Pleißebrücke \| \| \| \| \| \| \| \| \| \| Wyhra \| \| bei Lobstädt \| \| \| \| \| \| \| \| \| \| Abzweig zum Stausee, Zufluss vom Hainer See \| \| Wehr Trachenau \| \| \| \| Stausee Rötha \| \| \| \| \| \| \| \| Abzweig Mühlgraben am Wehr Gaulis \| \| \| \| Abzweig Kleine Pleiße \| \| Wehr Gaulis \| \| \| \| \| \| \| \| \| \| bei Gaulis \| \| Faule Pfütze \| \| \| \| Abzweig Neumühlgraben (Rötha) \| \| \| \| \| \| \| \| bei Rötha/Böhlen \| \| \| \| Gösel \| \| bei Rötha/Böhlen \| \| \| \| Rückhaltebecken Stöhna \| \| \| \| \| \| \| \| \| \| \| \| bei Gaschwitz \| \| Bundesautobahn 38 \| \| \| \| \| \| \| \| \| \| Abzweig Mühlpleiße, Zufluss Kleine Pleiße \| \| AGRA Wehr \| \| \| \| Zufluss Leinegraben in die Mühlpleiße \| \| bei Dölitz \| \| \| \| \| \| \| \| \| \| \| \| \| \| \| \| beim Wildpark Leipzig \| \| Hakenbrücke \| \| \| \| \| \| Batschke-Floßgraben \| \| \| \| im Connewitzer Holz \| \| Probsteisteg \| \| \| \| Abzweig Pleißemühlgraben \| \| \| \| \| \| zum Elstermühlgraben \| \| \| \| \| \| Connewitzer Wehr \| \| Schleuse \| \| \| \| \| \| \| \| \| \| \| \| \| \| \| Weiße Elster \| \| \| \| \| |                                             |  |                                   |      |
| Pleiße |                                             |  |                                   |      |
| Legende |                                             |  |                                   |      |
| | Pleißequelle                                |  | bei Ebersbrunn                    |      |
| | bei Steinpleis                              |  | Neumarker Bach                    |      |
| | bei Leubnitz                                |  | Leubnitzer Bach                   |      |
| | bei Werdau                                  |  | Alter Floßgraben / Flößergraben   |      |
| |                                             |  |                                   |      |
| | Königswalder Bach                           |  | bei Langenhessen                  |      |
| | bei Langenhessen                            |  | Koberbach von Talsperre Koberbach |      |
| | bei Kleinhessen (Neukirchen/Pleiße)         |  | Krippenbach                       |      |
| | Pegel Neukirchen                            |  |                                   |      |
| | bei Schweinsburg                            |  | Spanierbach                       |      |
| | Lauterbach                                  |  | bei Neukirchen/Pleiße             |      |
| | bei Crimmitschau                            |  | Döbitzbach                        |      |
| |                                             |  |                                   |      |
| | in Crimmitschau                             |  | Thiemebrücke                      |      |
| | in Crimmitschau                             |  | Wassertorbrücke                   |      |
| | Paradiesbach                                |  | bei Crimmitschau                  |      |
| | bei Crimmitschau                            |  | Bundesautobahn 4                  |      |
| | Waldsachsener Bach                          |  | bei Gosel (Crimmitschau)          |      |
| | bei Gosel (Ponitz)                          |  | Gistige                           |      |
| |                                             |  | Ländergrenze Sachsen / Thüringen  |      |
| | bei Ponitz                                  |  | Löpitz                            |      |
| | bei Zschöpel                                |  | Schilfgraben                      |      |
| | Meerchen                                    |  | bei Gößnitz (Thüringen)           |      |
| | Pegel Gößnitz                               |  |                                   |      |
| | bei Gößnitz                                 |  | Moorbach                          |      |
| |                                             |  |                                   |      |
| |                                             |  | Neidamühle                        |      |
| | Naundorfer Bach                             |  | bei Löhmigen                      |      |
| |                                             |  |                                   |      |
| | bei Selleris                                |  | Sprotte                           |      |
| | Mühlgraben                                  |  | Gardschützer Wehr                 |      |
| | Mühle Gardschütz                            |  |                                   |      |
| |                                             |  | Bundesstraße 93                   | B93  |
| |                                             |  |                                   |      |
| | bei Kotteritz                               |  | Mühlgraben                        |      |
| |                                             |  | Bahnstrecke Leipzig–Hof           |      |
| |                                             |  |                                   |      |
| | bei Münsa                                   |  | Bundesstraße 180                  | B180 |
| |                                             |  | Schelchwitz                       |      |
| |                                             |  |                                   |      |
| | Spannerbach                                 |  | von Nirkendorf                    |      |
| | Katzenbach                                  |  | bei Windischleuba                 |      |
| |                                             |  |                                   |      |
| | Talsperre Windischleuba                     |  |                                   |      |
| | Museum und Kleinwasserkraftwerk             |  | bei Fockendorf                    |      |
| |                                             |  |                                   |      |
| |                                             |  | Mühlgraben                        |      |
| | bei Treben                                  |  | Gerstenbach                       |      |
| |                                             |  |                                   |      |
| | Rückhaltebecken Regis-Serbitz               |  | Ländergrenze Thüringen / Sachsen  |      |
| | Pegel Regis-Serbitz                         |  |                                   |      |
| |                                             |  |                                   |      |
| | in Regis-Breitingen                         |  | Kleine Pleißebrücke               |      |
| |                                             |  |                                   |      |
| | Wyhra                                       |  | bei Lobstädt                      |      |
| |                                             |  |                                   |      |
| | Abzweig zum Stausee, Zufluss vom Hainer See |  | Wehr Trachenau                    |      |
| | Stausee Rötha                               |  |                                   |      |
| |                                             |  | Abzweig Mühlgraben am Wehr Gaulis |      |
| | Abzweig Kleine Pleiße                       |  | Wehr Gaulis                       |      |
| |                                             |  |                                   |      |
| | bei Gaulis                                  |  | Faule Pfütze                      |      |
| | Abzweig Neumühlgraben (Rötha)               |  |                                   |      |
| |                                             |  | bei Rötha/Böhlen                  |      |
| | Gösel                                       |  | bei Rötha/Böhlen                  |      |
| | Rückhaltebecken Stöhna                      |  |                                   |      |
| |                                             |  |                                   |      |
| | bei Gaschwitz                               |  | Bundesautobahn 38                 |      |
| |                                             |  |                                   |      |
| | Abzweig Mühlpleiße, Zufluss Kleine Pleiße   |  | AGRA Wehr                         |      |
| | Zufluss Leinegraben in die Mühlpleiße       |  | bei Dölitz                        |      |
| |                                             |  |                                   |      |
| |                                             |  |                                   |      |
| | beim Wildpark Leipzig                       |  | Hakenbrücke                       |      |
| |                                             |  | Batschke-Floßgraben               |      |
| | im Connewitzer Holz                         |  | Probsteisteg                      |      |
| | Abzweig Pleißemühlgraben                    |  |                                   |      |
| | zum Elstermühlgraben                        |  |                                   |      |
| | Connewitzer Wehr                            |  | Schleuse                          |      |
| |                                             |  |                                   |      |
| |                                             |  |                                   |      |
| Weiße Elster |                                             |  |                                   |      |

| Pleiße       | Pleiße                                      | Pleiße | Pleiße                            | Pleiße |
| ------------ | ------------------------------------------- | ------ | --------------------------------- | ------ |
| Legende      |                                             |        |                                   |        |
|              | Pleißequelle                                |        | bei Ebersbrunn                    |        |
|              | bei Steinpleis                              |        | Neumarker Bach                    |        |
|              | bei Leubnitz                                |        | Leubnitzer Bach                   |        |
|              | bei Werdau                                  |        | Alter Floßgraben / Flößergraben   |        |
|              |                                             |        |                                   |        |
|              | Königswalder Bach                           |        | bei Langenhessen                  |        |
|              | bei Langenhessen                            |        | Koberbach von Talsperre Koberbach |        |
|              | bei Kleinhessen (Neukirchen/Pleiße)         |        | Krippenbach                       |        |
|              | Pegel Neukirchen                            |        |                                   |        |
|              | bei Schweinsburg                            |        | Spanierbach                       |        |
|              | Lauterbach                                  |        | bei Neukirchen/Pleiße             |        |
|              | bei Crimmitschau                            |        | Döbitzbach                        |        |
|              |                                             |        |                                   |        |
|              | in Crimmitschau                             |        | Thiemebrücke                      |        |
|              | in Crimmitschau                             |        | Wassertorbrücke                   |        |
|              | Paradiesbach                                |        | bei Crimmitschau                  |        |
|              | bei Crimmitschau                            |        | Bundesautobahn 4                  |        |
|              | Waldsachsener Bach                          |        | bei Gosel (Crimmitschau)          |        |
|              | bei Gosel (Ponitz)                          |        | Gistige                           |        |
|              |                                             |        | Ländergrenze Sachsen / Thüringen  |        |
|              | bei Ponitz                                  |        | Löpitz                            |        |
|              | bei Zschöpel                                |        | Schilfgraben                      |        |
|              | Meerchen                                    |        | bei Gößnitz (Thüringen)           |        |
|              | Pegel Gößnitz                               |        |                                   |        |
|              | bei Gößnitz                                 |        | Moorbach                          |        |
|              |                                             |        |                                   |        |
|              |                                             |        | Neidamühle                        |        |
|              | Naundorfer Bach                             |        | bei Löhmigen                      |        |
|              |                                             |        |                                   |        |
|              | bei Selleris                                |        | Sprotte                           |        |
|              | Mühlgraben                                  |        | Gardschützer Wehr                 |        |
|              | Mühle Gardschütz                            |        |                                   |        |
|              |                                             |        | Bundesstraße 93                   | B93    |
|              |                                             |        |                                   |        |
|              | bei Kotteritz                               |        | Mühlgraben                        |        |
|              |                                             |        | Bahnstrecke Leipzig–Hof           |        |
|              |                                             |        |                                   |        |
|              | bei Münsa                                   |        | Bundesstraße 180                  | B180   |
|              |                                             |        | Schelchwitz                       |        |
|              |                                             |        |                                   |        |
|              | Spannerbach                                 |        | von Nirkendorf                    |        |
|              | Katzenbach                                  |        | bei Windischleuba                 |        |
|              |                                             |        |                                   |        |
|              | Talsperre Windischleuba                     |        |                                   |        |
|              | Museum und Kleinwasserkraftwerk             |        | bei Fockendorf                    |        |
|              |                                             |        |                                   |        |
|              |                                             |        | Mühlgraben                        |        |
|              | bei Treben                                  |        | Gerstenbach                       |        |
|              |                                             |        |                                   |        |
|              | Rückhaltebecken Regis-Serbitz               |        | Ländergrenze Thüringen / Sachsen  |        |
|              | Pegel Regis-Serbitz                         |        |                                   |        |
|              |                                             |        |                                   |        |
|              | in Regis-Breitingen                         |        | Kleine Pleißebrücke               |        |
|              |                                             |        |                                   |        |
|              | Wyhra                                       |        | bei Lobstädt                      |        |
|              |                                             |        |                                   |        |
|              | Abzweig zum Stausee, Zufluss vom Hainer See |        | Wehr Trachenau                    |        |
|              | Stausee Rötha                               |        |                                   |        |
|              |                                             |        | Abzweig Mühlgraben am Wehr Gaulis |        |
|              | Abzweig Kleine Pleiße                       |        | Wehr Gaulis                       |        |
|              |                                             |        |                                   |        |
|              | bei Gaulis                                  |        | Faule Pfütze                      |        |
|              | Abzweig Neumühlgraben (Rötha)               |        |                                   |        |
|              |                                             |        | bei Rötha/Böhlen                  |        |
|              | Gösel                                       |        | bei Rötha/Böhlen                  |        |
|              | Rückhaltebecken Stöhna                      |        |                                   |        |
|              |                                             |        |                                   |        |
|              | bei Gaschwitz                               |        | Bundesautobahn 38                 |        |
|              |                                             |        |                                   |        |
|              | Abzweig Mühlpleiße, Zufluss Kleine Pleiße   |        | AGRA Wehr                         |        |
|              | Zufluss Leinegraben in die Mühlpleiße       |        | bei Dölitz                        |        |
|              |                                             |        |                                   |        |
|              |                                             |        |                                   |        |
|              | beim Wildpark Leipzig                       |        | Hakenbrücke                       |        |
|              |                                             |        | Batschke-Floßgraben               |        |
|              | im Connewitzer Holz                         |        | Probsteisteg                      |        |
|              | Abzweig Pleißemühlgraben                    |        |                                   |        |
|              | zum Elstermühlgraben                        |        |                                   |        |
|              | Connewitzer Wehr                            |        | Schleuse                          |        |
|              |                                             |        |                                   |        |
|              |                                             |        |                                   |        |
| Weiße Elster |                                             |        |                                   |        |

Der Flusslauf hatte ursprünglich eine Länge von 115 km, wurde aber vor allem durch den Braunkohletagebau südlich von Leipzig begradigt und somit verkürzt und hat jetzt nur noch eine Länge von ca. 90 km. Zwischen Saara und dem Nobitzer Ortsteil Kotteritz hat ihr Lauf den Status eines Flächennaturdenkmals.
Zum Hochwasserschutz für Leipzig wurde das Hochwasserrückhaltebecken Regis-Serbitz errichtet, das die Pleiße im Normalbetrieb ungestaut durchfließt und das einen der längsten Staudämme in Deutschland besitzt. Eine weitere Hochwasserschutzeinrichtung ist das Rückhaltebecken Stöhna bei Böhlen, das auf einem Tagebaurestloch angelegt wurde. Bei Rötha wird der Wasserstand im Stausee Rötha im Nebenschluss über einen Seitenarm der Pleiße geregelt.
In der zweiten Hälfte des 20. Jahrhunderts wurde die Pleiße zwischen Regis-Breitingen und Markkleeberg infolge des Braunkohlentagebaus auf einer Länge von etwa 35 Kilometern nahezu vollständig verlegt und um etwa 10 Kilometer verkürzt. Einzig südöstlich von Böhlen blieb ein etwa 1,5 Kilometer langes Stück der alten Pleißenaue bestehen. Das neue Bett wurde meist trapezförmig angelegt und war von Gefällestufen unterbrochen. Es verläuft zumeist auf schmalen Landkorridoren zwischen den ehemaligen Tagebauen. Bei der Verlegung wegen des Tagebaus Espenhain verschwand auch das 1933 zwischen Großstädteln und Markkleeberg angelegte Pleißestaubecken, das 850 m lang und 20 m breit war und zur Flussregulierung und zum Zweck des Absetzens von Sinkstoffen vorgesehen war.
In Leipzig teilt sich die Pleiße am Connewitzer Wehr in den teilweise überwölbten Pleißemühlgraben und das Pleißeflutbett, das etwa 600 m weiter nördlich am Leipziger Eck in das Elsterflutbett mündet.
Bis zur Anlage des Pleißeflutbetts teilte sich die Pleiße ebenfalls etwa am Ort des heutigen Connewitzer Wehrs in zwei natürliche Arme, die beide im heutigen Stadtgebiet in die Weiße Elster mündeten. Einer der beiden, die Alte Pleiße oder das Kuhstrangwasser, wurde in der zweiten Hälfte des 19. Jahrhunderts zugeschüttet. Der zweite Arm, die Rödel, existierte auch nach der Unterbrechung durch das Elsterflutbett noch bis 1926 und wurde bis 1927 verfüllt. 2011 wurde die Schleuse am Connewitzer Wehr eingeweiht, die über den Floßgraben (Kurs 1) einen durchgehenden Wasserweg zwischen der Stadt und dem Cospudener See herstellt, dessen Verlängerung zum Zwenkauer See, der Harth-Kanal, noch in Bau ist. In Zukunft soll über die Pleiße als Kurs 5 auch der Markkleeberger See erreichbar sein, der bereits mit dem Störmthaler See verbunden ist. Als Kurs 6 ist die Verbindung mit dem Hainer See geplant.

## Wasserqualität
Die Ableitung von Abprodukten aus der carbochemischen Industrie im Südraum Leipzigs führte zu Verfärbung, Gestank, starker Schaumbildung und Absterben allen Lebens im Unterlauf des Flusses. Das machte die Pleiße während der Zeit der DDR zum Synonym eines verschmutzten Flusses und brachte ihr die Namen „Kommunistenpfütze“ und „Rio Phenole“ ein. Am 5. Juni 1988 fand in Leipzig ein „Pleiße-Gedenkmarsch“ oppositioneller Umweltgruppen mit 120 bis 140 Personen statt, den die Stasi vergeblich zu verhindern suchte. Die Gewässerverschmutzung ist als eines der politischen Themen der Vorwendezeit auch Gegenstand im Spielfilm Die unheimliche Leichtigkeit der Revolution.
Doch nach der Stilllegung der verursachenden Industrie in den 1990er Jahren hat sich die Wasserqualität wesentlich verbessert, so dass auch inzwischen wieder zahlreiche Fischarten anzutreffen sind. Zurzeit besteht noch eine leichte (ungiftige) Braunfärbung durch Eisenverbindungen, vor allem Pyrit, aus dem Wasserregime des zum größten Teil stillgelegten Braunkohlebergbaus (Verockerung).

## Hochwasser-Ereignisse

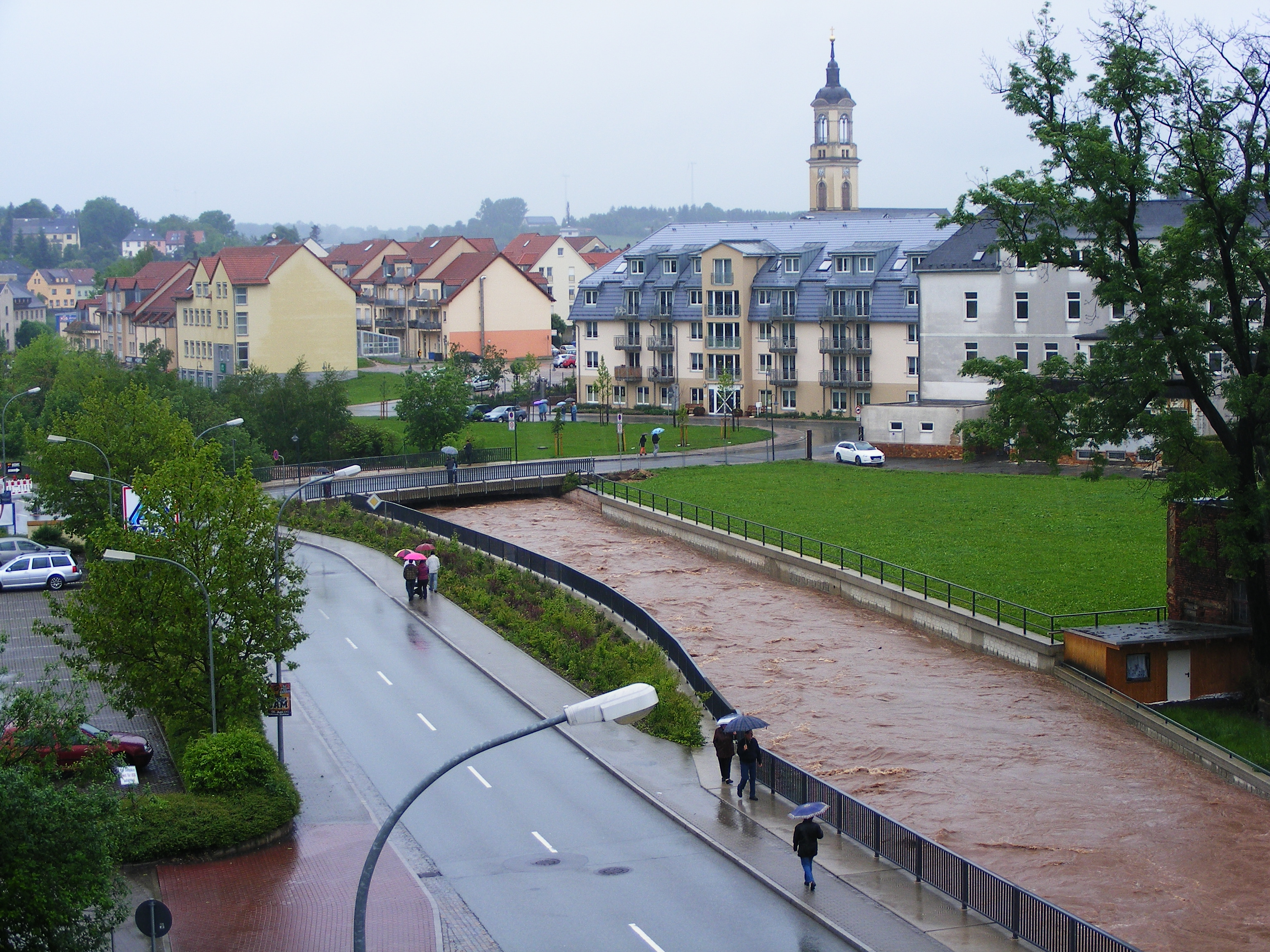
Hochwasser (2. Juni 2013 in Werdau)

Der Tagebau Blumroda wurde im Juli 1954 von einem Hochwasser der Pleiße überflutet.
Anfang der 1960er Jahre wurde in Gößnitz ein Hochwasserschutzkonzept realisiert, das der Pleiße Ausweichmöglichkeiten (Überschwemmungsgebiete) gab. Am 12. August 2002 verursachte ein Tief in großen Teilen Ostdeutschlands und der Tschechischen Republik eine Jahrhundertflut. Der Pegel der Pleiße stieg in Gössnitz und in Treben auf bis zu 3,70 m.
Anfang Juni 2013 gab es ein weiteres Hochwasser.

## Musik und Dichtung
Johann Sebastian Bach hat den Fluss in mehreren Werken gewürdigt. Das eine, die 1736 aufgeführte Kantate Schleicht, spielende Wellen, und murmelt gelinde (BWV 206), komponierte er nach der Dichtung eines unbekannten Poeten anlässlich des Geburtstags des sächsischen Kurfürsten Friedrich August II., der als August III. zugleich polnischer König war. In einem typisch barocken Panegyrikus, einer Lob- und Festrede, huldigen die Flüsse Weichsel, Elbe, Pleiße und Donau dem Fürsten und König. Donau und Elbe geraten in Streit, wer den „durchlauchtigsten“ Herrscher, die „doppelte Regierungssonne“, für sich beanspruchen darf (seine Gemahlin war die österreichische Prinzessin Maria Josepha). Die kleine Nymphe Pleiße aber siegt im Wortgefecht über die „bemoosten Häupter starker Ströme“ und die vier Flüsse stimmen in einen einträchtigen Lobgesang ein.
In der zweiten Kantate Auf, schmetternde Töne der muntern Trompeten (BWV 207a), vermutlich 1735 zum Namenstag des Fürsten aufgeführt, wird ihr der zweite Satz gewidmet, das Recitativo Die stille Pleiße spielt.

„Die stille Pleiße spielt
Mit ihren kleinen Wellen ...“

1736 erschien in Leipzig eine Liedersammlung mit dem Titel Singende Muse an der Pleiße. Ihr Verfasser Sperontes hatte einfache Melodien zusammengetragen und sie mit eigenen Texten unterlegt. Die Sammlung war sehr beliebt und erfuhr mehrere Auflagen.
Auch die sächsische Mundartdichterin Lene Voigt hat die Pleiße mehrfach besungen, wie zum Beispiel:

„Wo de Bleiße bläddscherd dorchs Gelände
un der Gnoblauch dufded ohne Ende,
dort bei Leibzich in den sumbfschen Aun
schbugn nächdlich sächssche Wasserfraun.“

## Der Lauf in Bildern

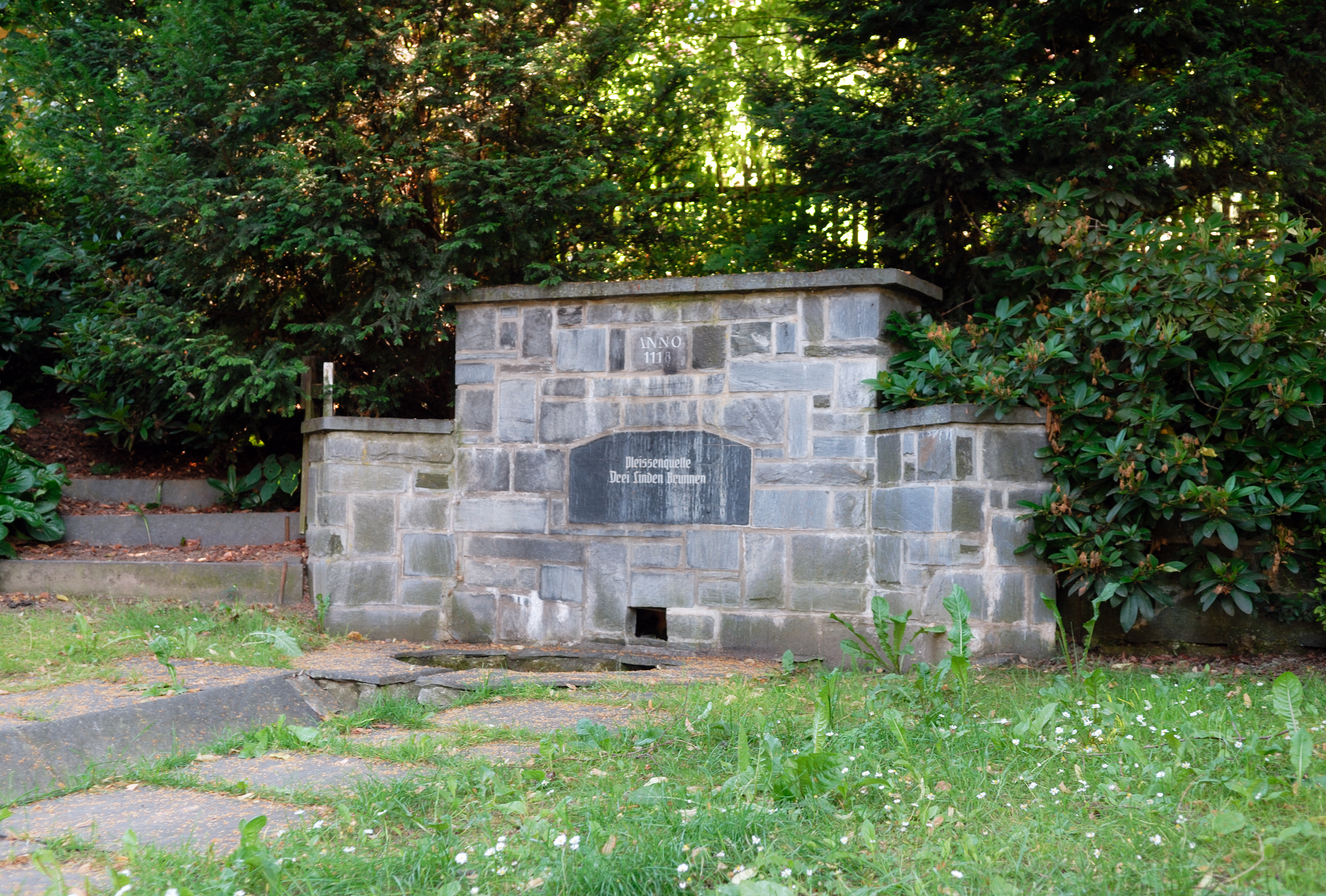
Pleißenquelle
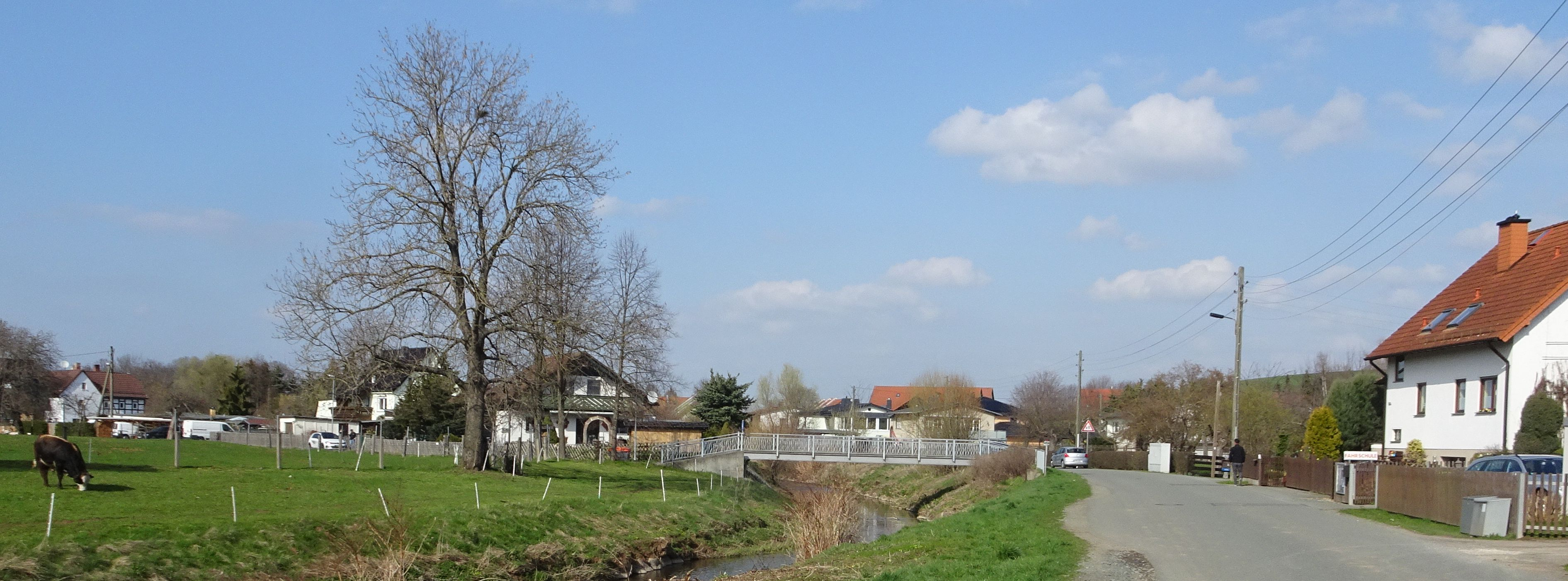
Fußgängerbrücke in Langenhessen / Werdau
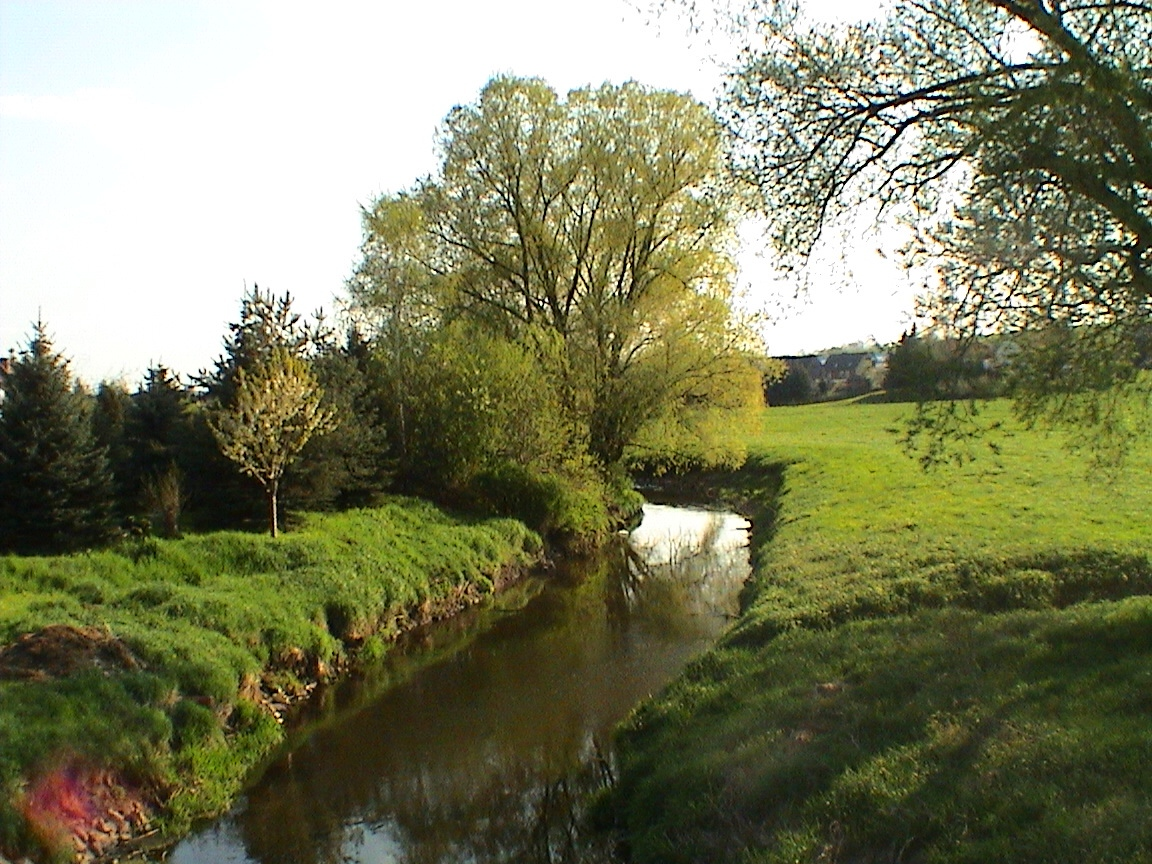
In Neukirchen vor dem Deichbau 2005
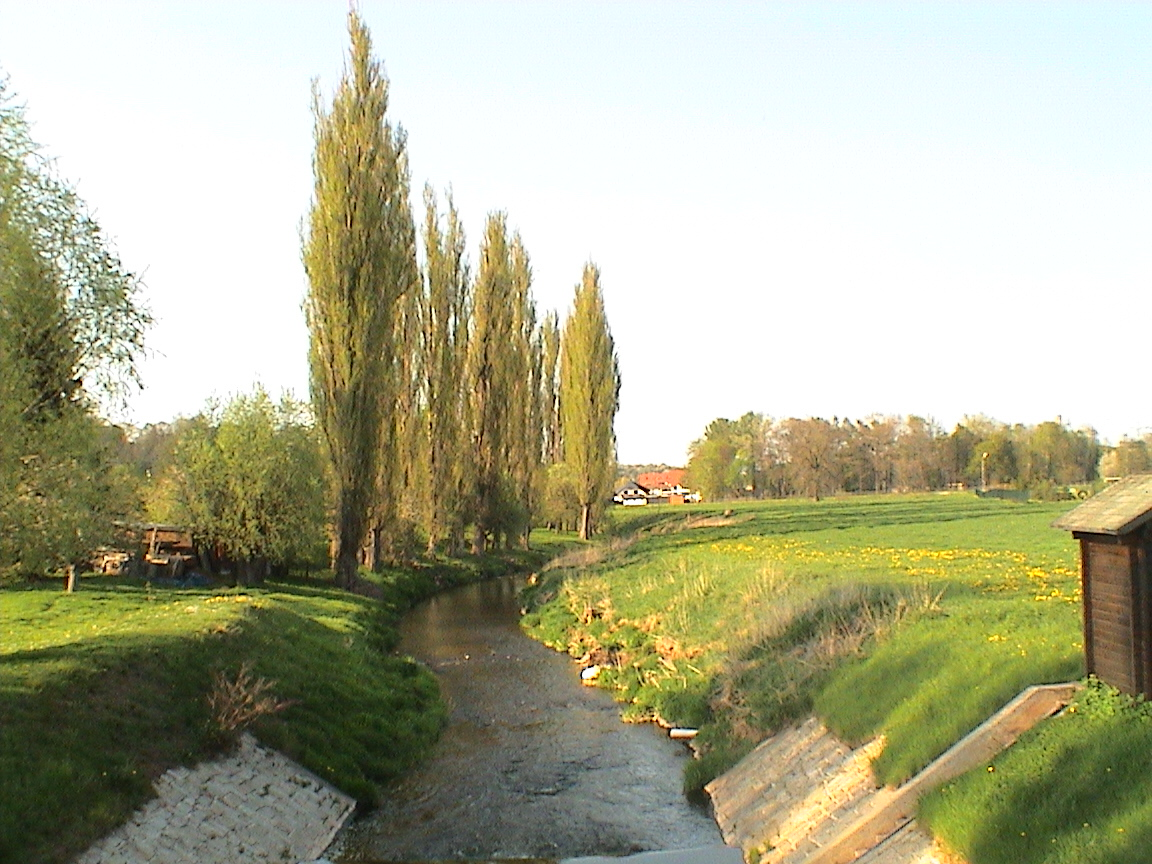
Am Pegel in Neukirchen
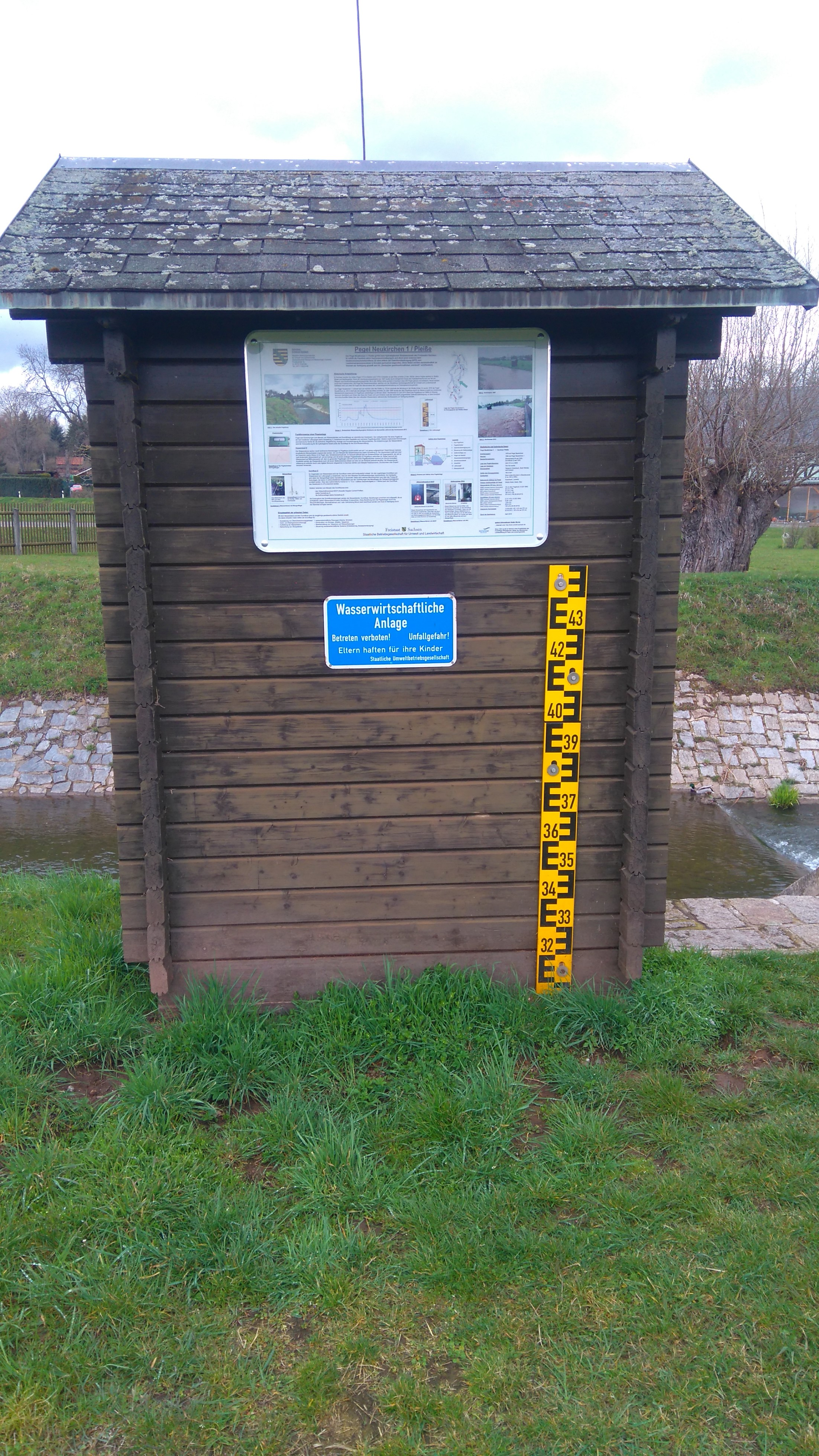
Pegelmessstation in Neukirchen
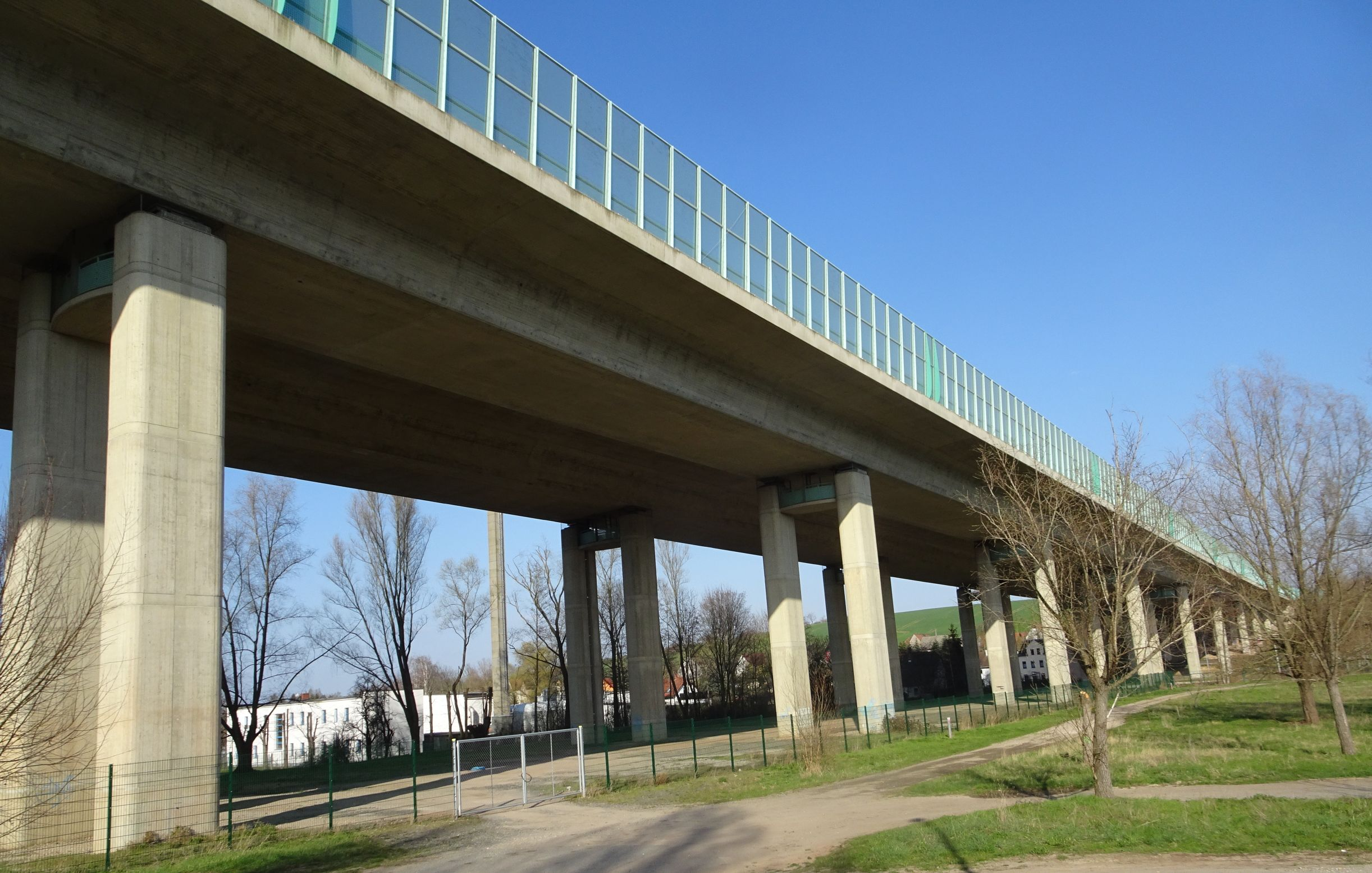
Pleißetalbrücke in Frankenhausen
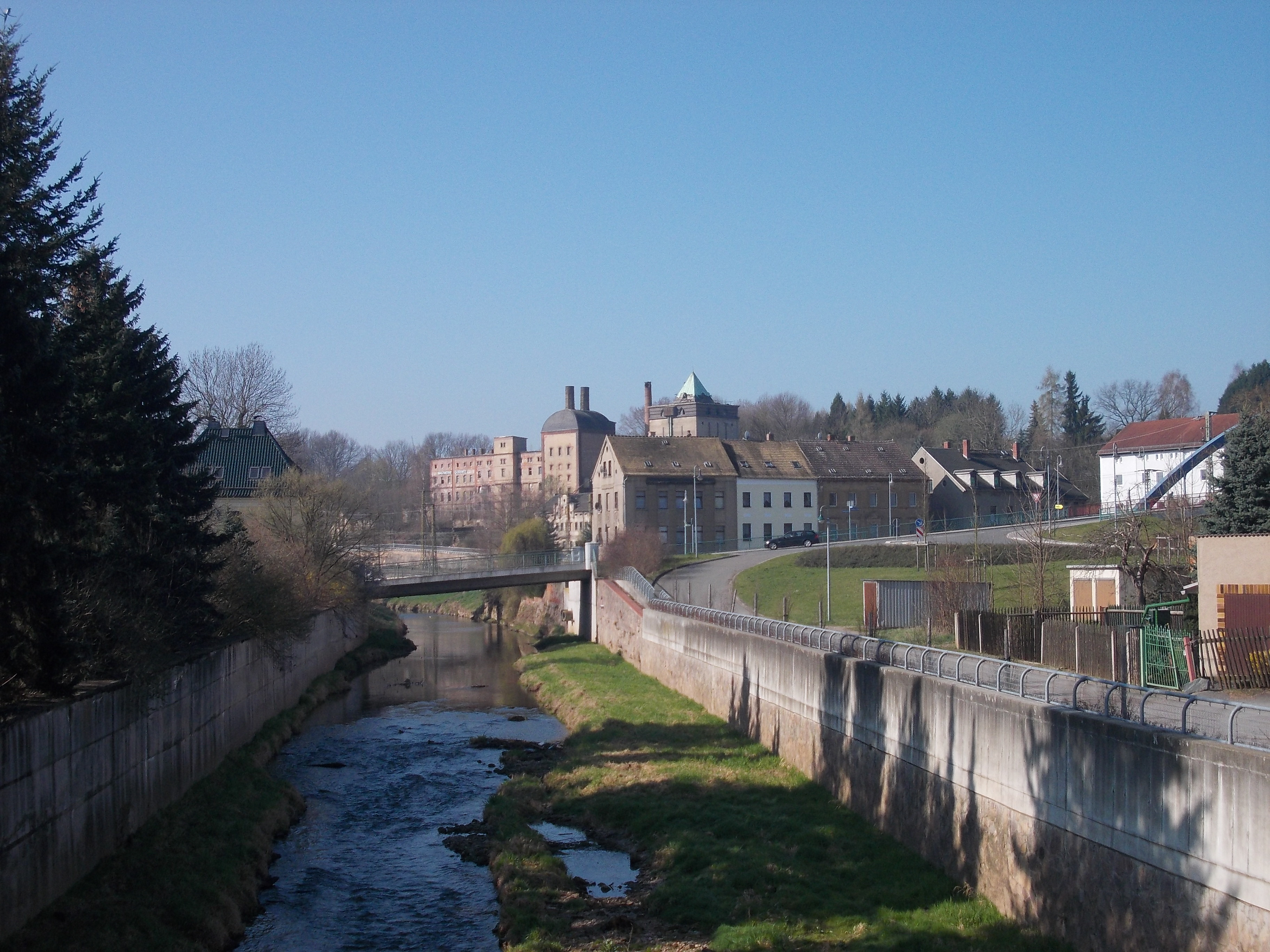
Bei Gößnitz
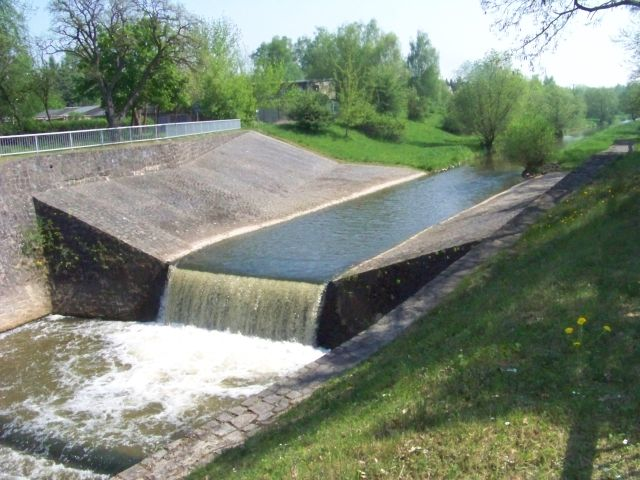
Gefällestufe in Deutzen
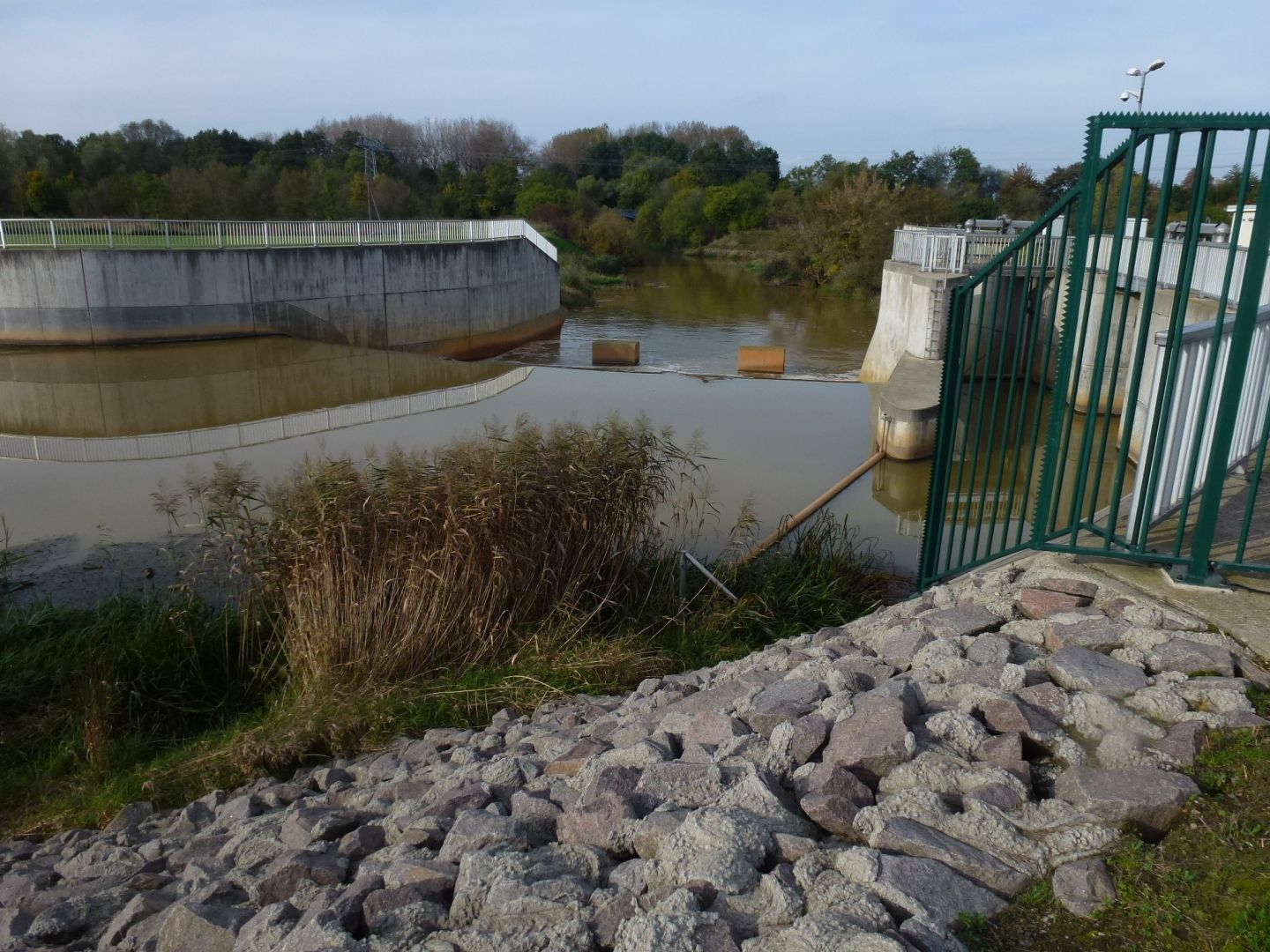
Wehr bei Rötha
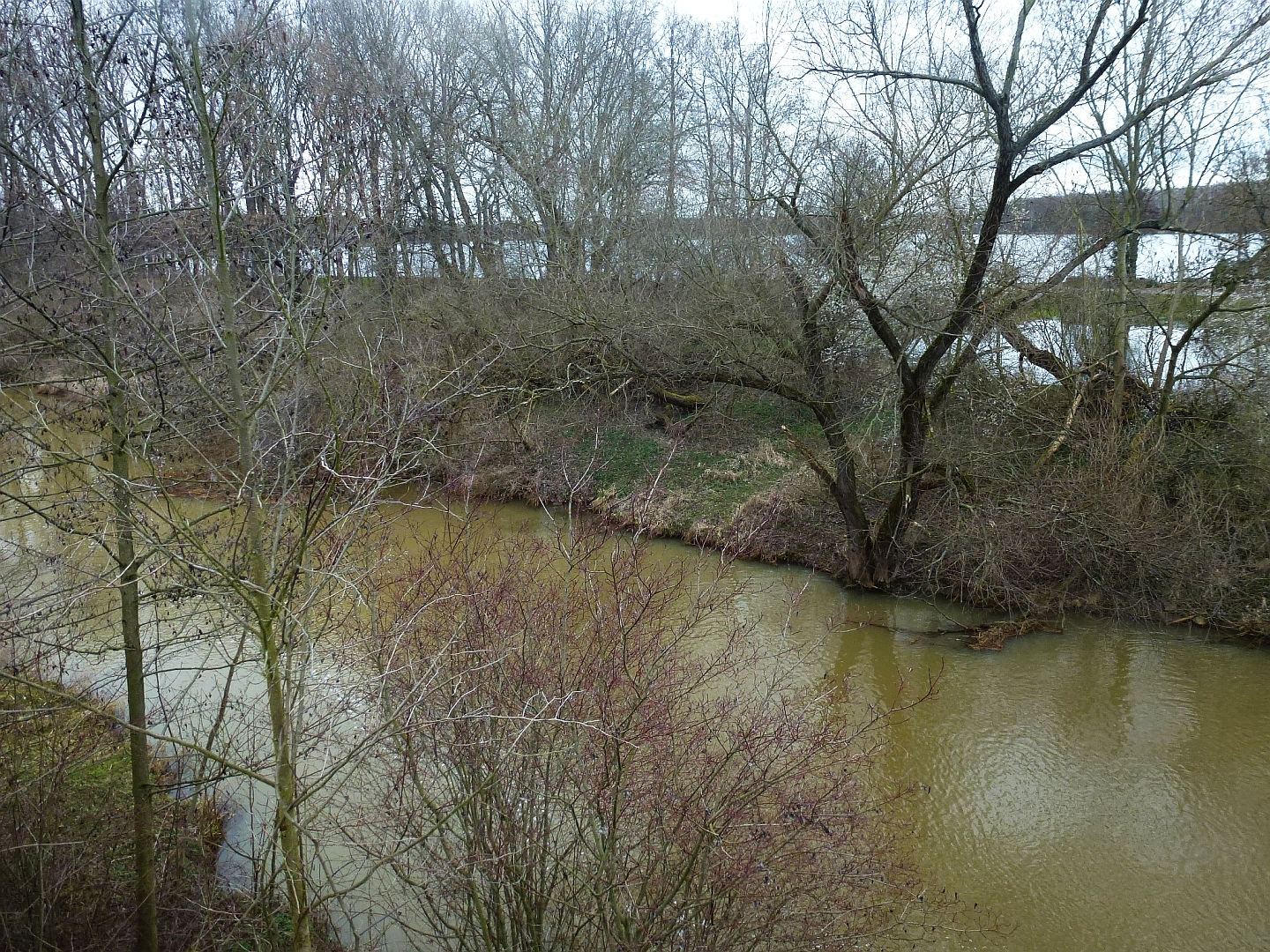
Vor dem Stausee Rötha
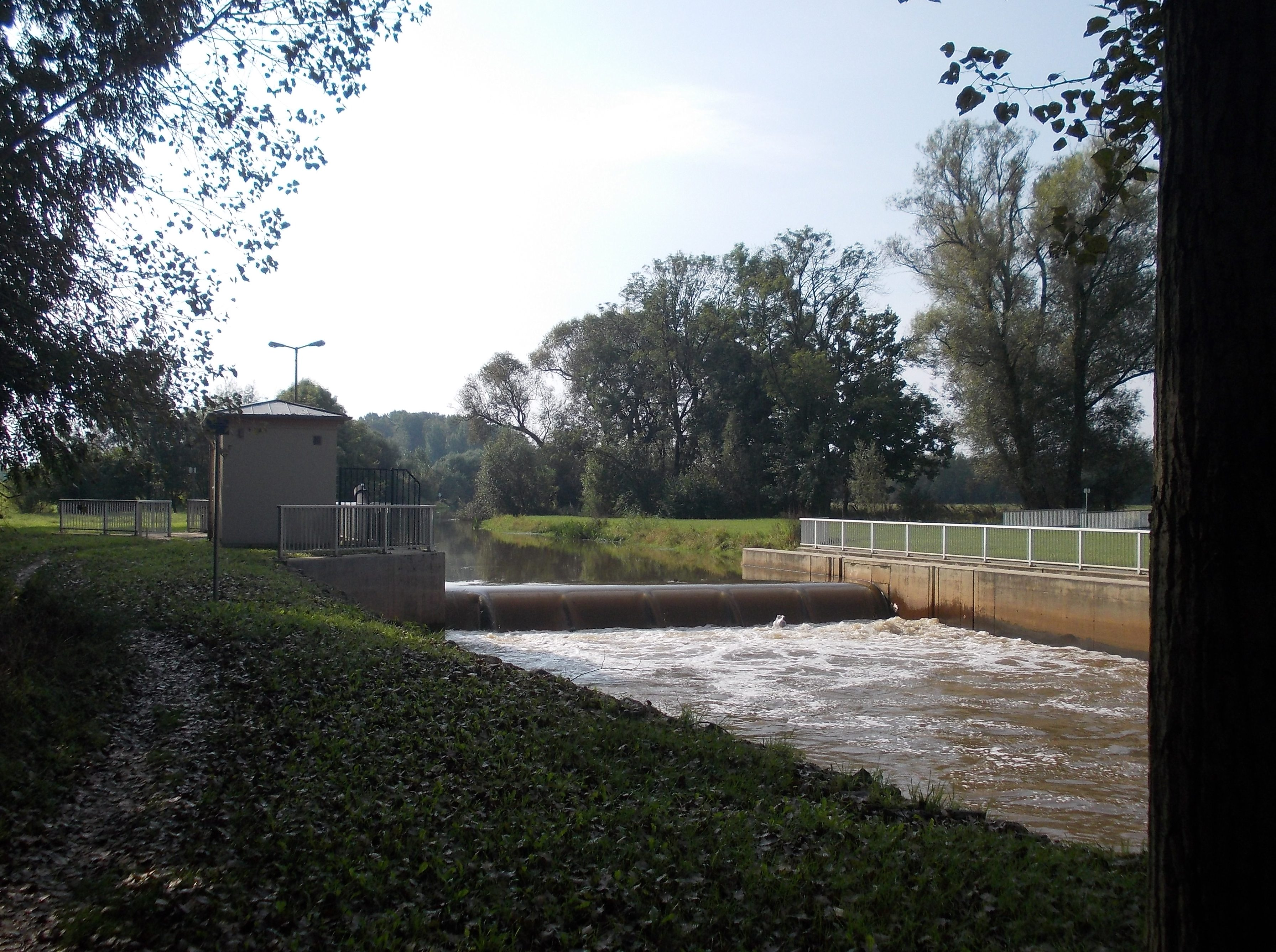
Wehr bei Gaulis
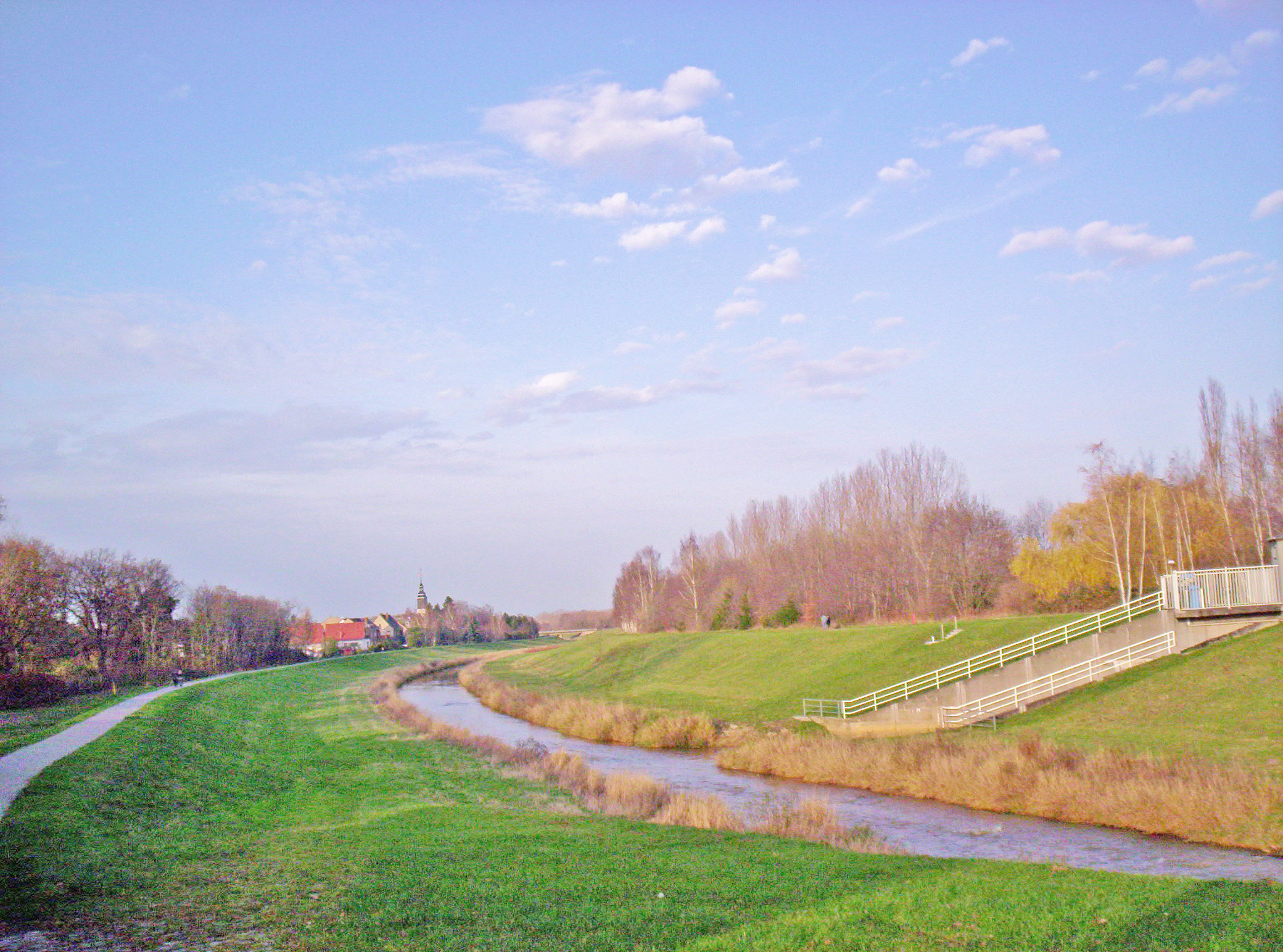
Bei Großdeuben
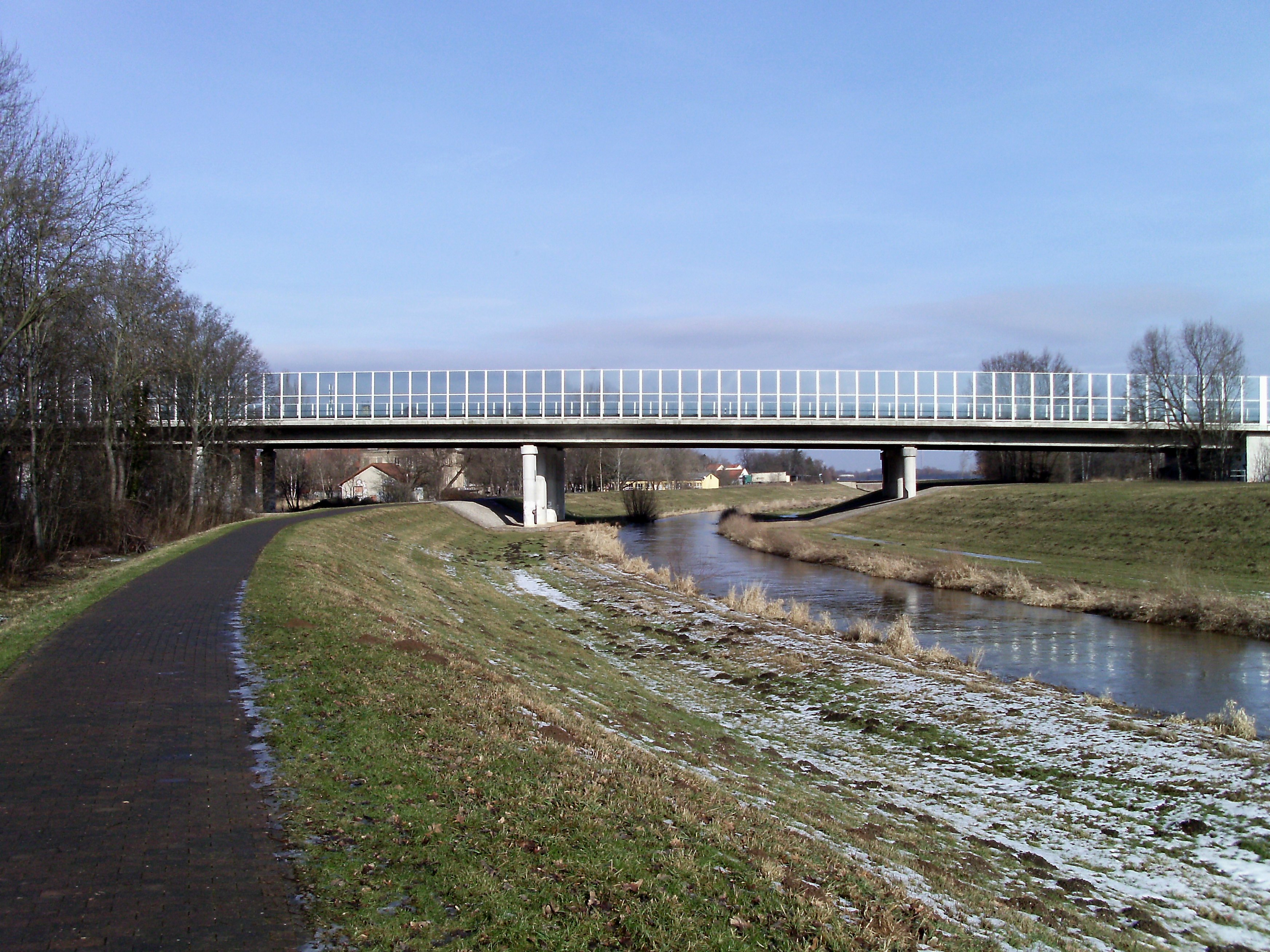
Bei Gaschwitz
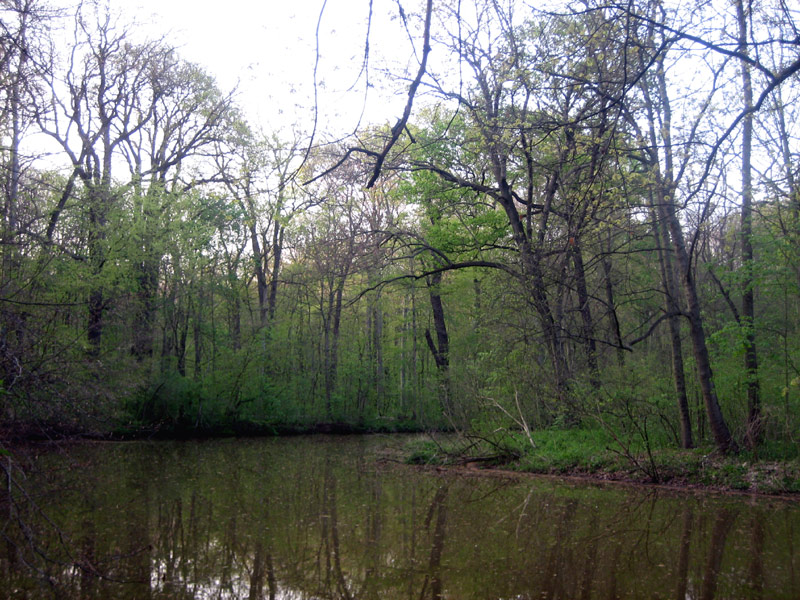
Im Leipziger Auenwald
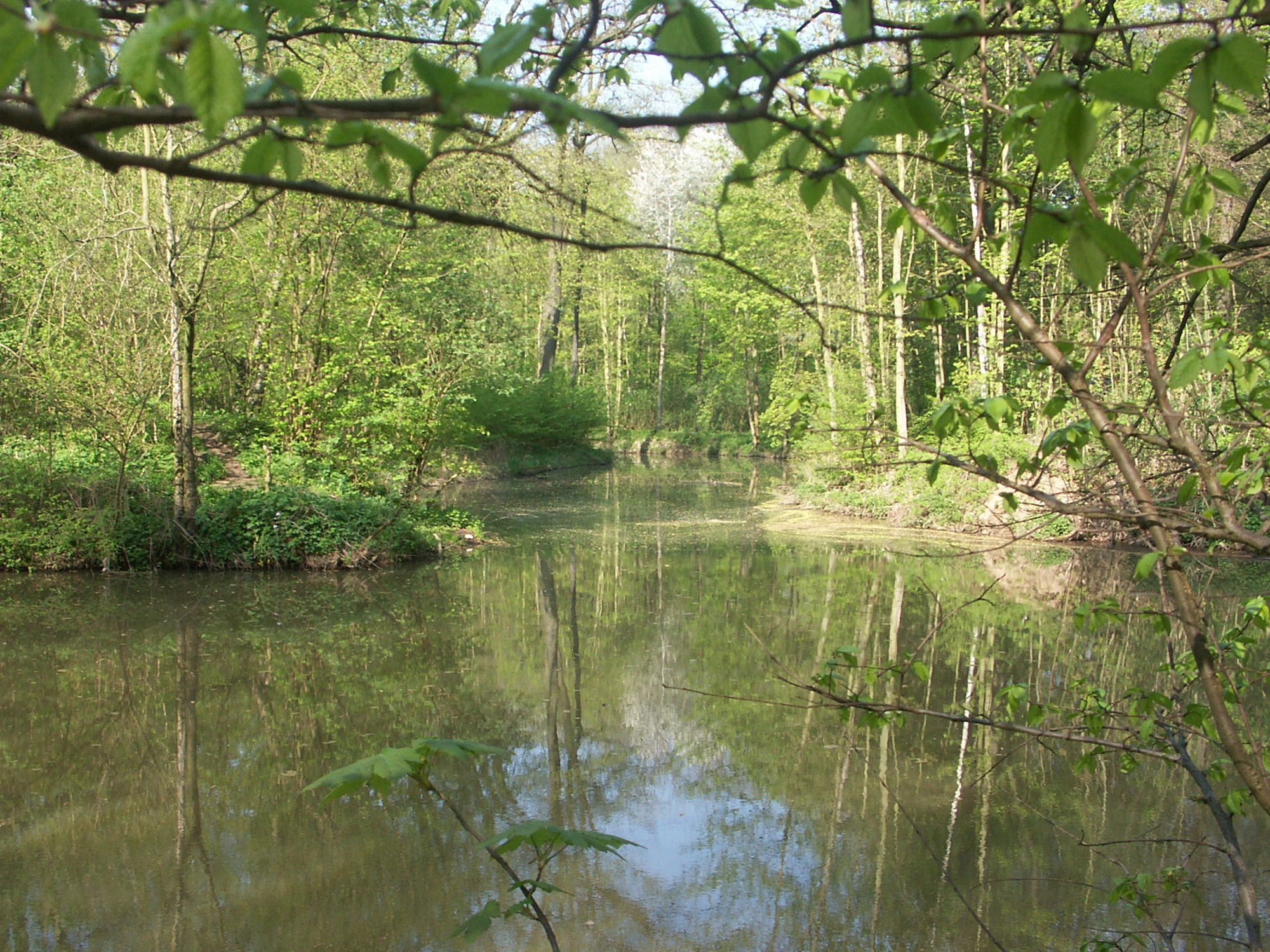
Mündung des Floßgrabens
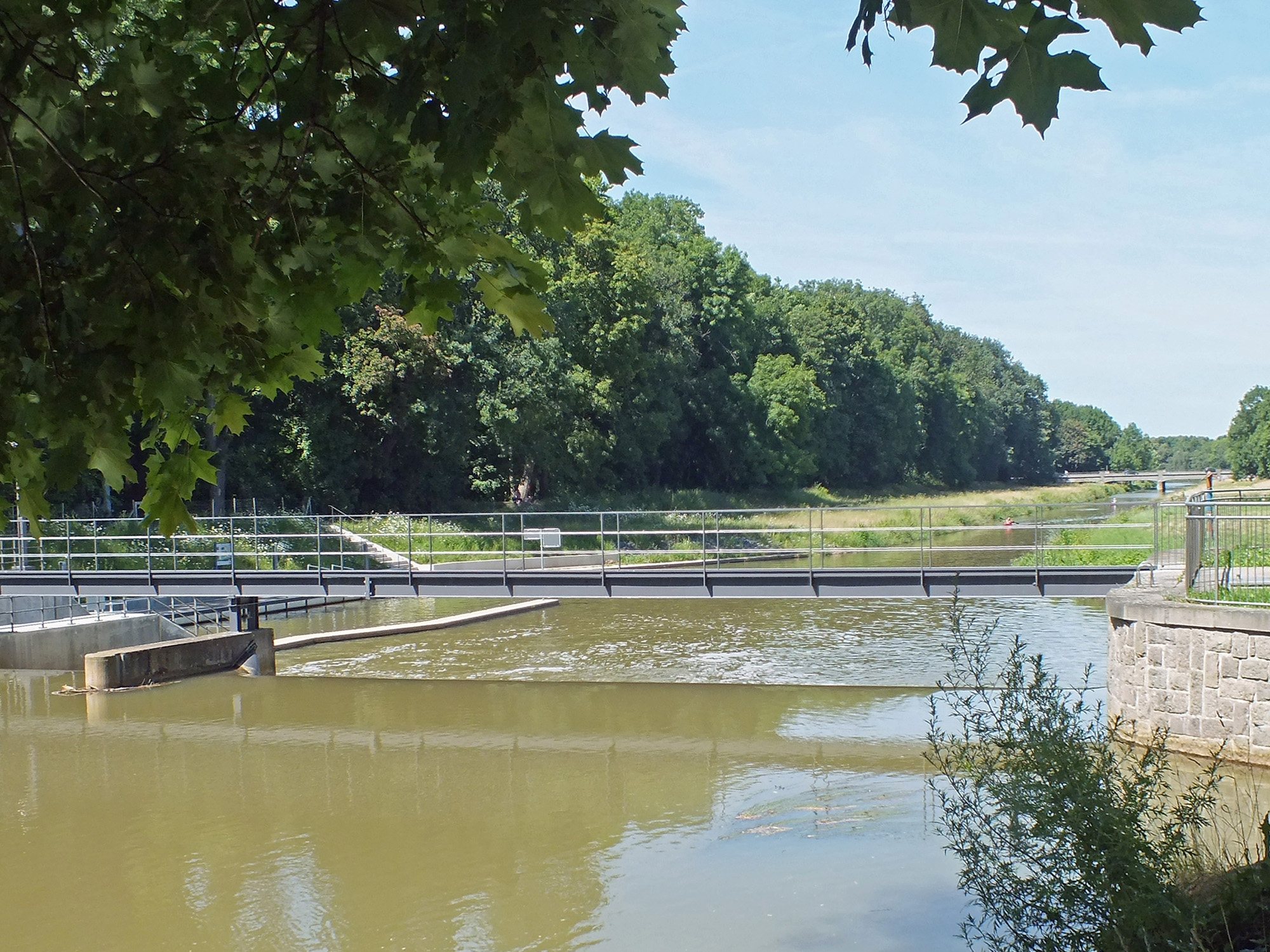
Connewitzer Wehr, dahinter Pleißeflutbett
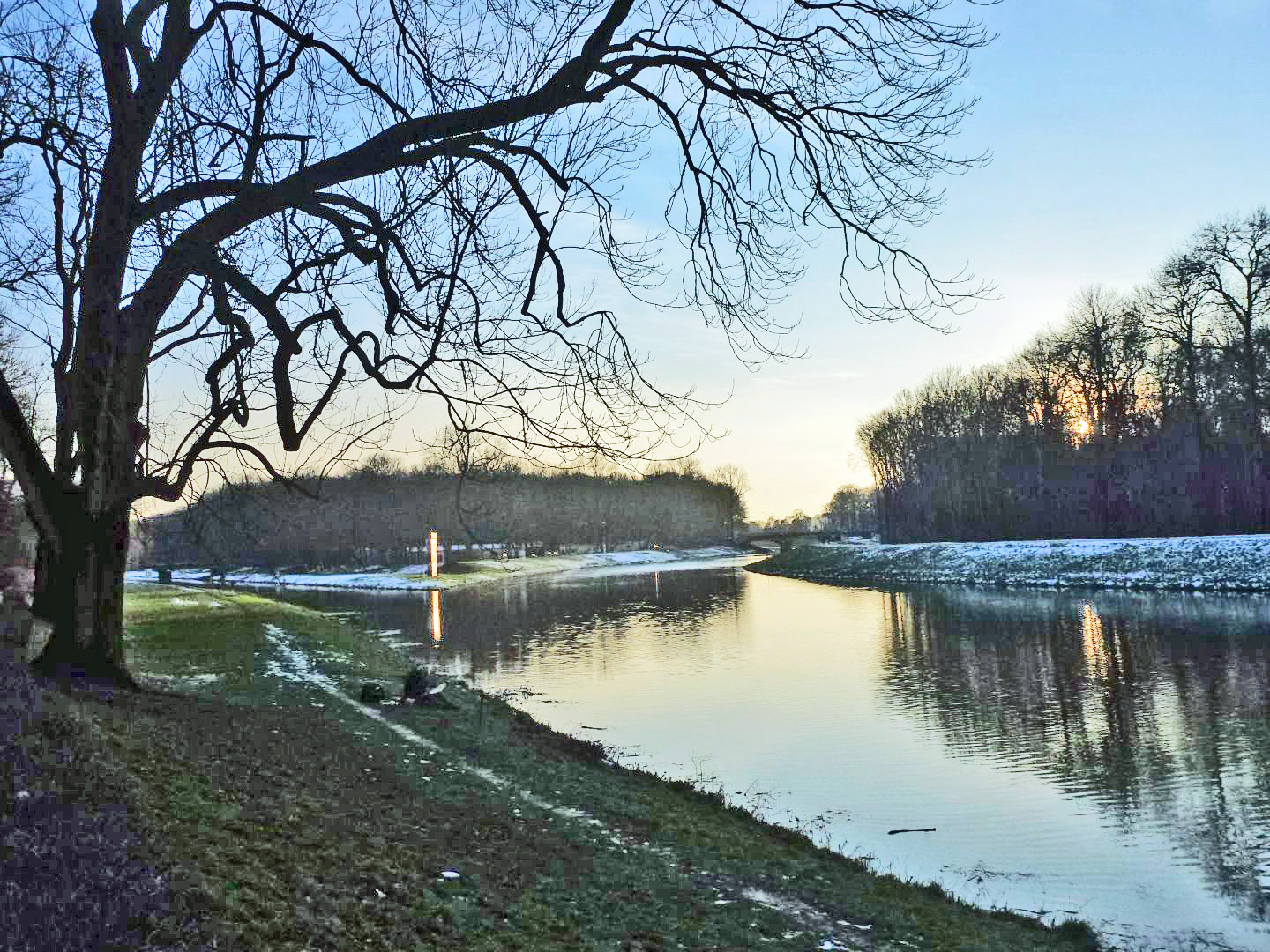
Mündung als Pleißeflutbett in das Elsterflutbett